# Hoera.
Hoera. is een Belgische jazzband. In 2016 won Hoera. de Jong Jazztalent Gent prijs.
In 2013 verscheen het debuutalbum Pracht. 
Het tweede album Beestentijd werd uitgebracht in 2017. De hoes bestaat uit een puzzel met een afbeelding van het werk Bonasus van Johan Meuris.
In  2017 speelt de band op het Gent Jazz Festival.

## Discografie
- 2013 - Pracht
- 2017 - Beestentijd